# Nave Real de Naboo
La Nave Real de Naboo es un vehículo de Star Wars.
Es utilizado por la Reina de Naboo para sus desplazamientos intergalácticos, la Naboo Royal Starship es el orgullo de la flota del planeta Naboo. El diseño inicial de la nave mostraba una nave impulsada por una vela solar; cuando George Lucas ordenó un diseño más liso y brillante, el diseñador Doug Chiang se inspiró en los ornamentos de cofre de la década de los cincuenta.

## Historia
En el episodio 1 de la saga, aparece como la nave en la que la Reina Padme Amidala Natalie Portman escapa y retorna a Naboo. Durante el transcurso del escape del planeta, transporta también a Qui-Gon-Jin, Obi-Wan-Kenobi, R2-D2 y Anakin Skywalker. Se descompuso en Tatooine solo pudiendo ser reparada comprando una pieza al comerciante Watoo. Como Watoo no acepta créditos de la República, y los trucos de control mental de Qui-Gon-jin no funcionan en él, es el joven Skywalker quien les dio la pieza, ganando el Mos Espa Pod race. En el episodio 2 solo aparece siendo piloteada por Skywalker al Planeta Geonosis para salvar a Obi-Wan. 
[Imagen]
- Datos: Q6038968